# Либеччо
Либеччо (/lɪˈbɛtʃioʊ/; итал. libeccio; серб. лебић; хорв. lebić; греч. λίβας), также лебеччо — юго-западный, иногда западный ветер, дующий во Франции (Лазурный берег), в Северной Корсике и Италии, а также на побережье Адриатического моря.
В Испании больше известен как гарби или гарбино (араб. gharbī — западный); на юго-востоке Франции (регионы Прованс и Восточные Пиренеи) бриз из Африки носит имя марокканский гарбен или л’етесьен.

## Особенности

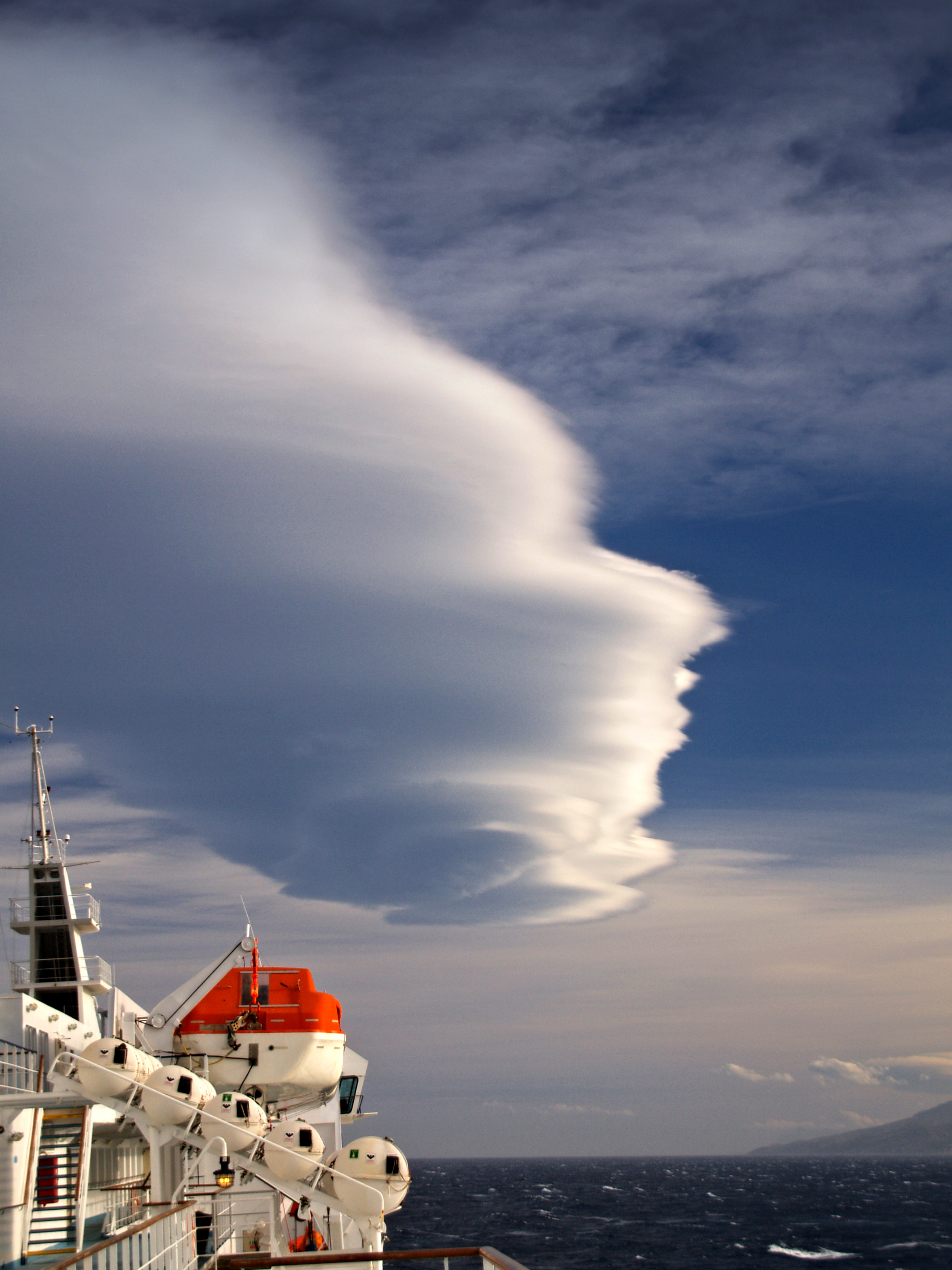
Либеччо над Бастией

Зарождается на севере Африки, далее двигается к Европе, обогащаясь влагой над морем. Таким образом, помимо горячего воздуха и пыли из пустыни Сахара ветер приносит влажность. На побережьях Адриатического и Эгейского морей нередко вызывает так называемый «кровавый дождь». Это связано с возникновением сильной облачности на наветренных склонах прибрежных гор; пыль Сахары проливается вместе с каплями дождя и окрашивает его в красноватый цвет.
На Лазурном берегу либеччо жаркий и сухой. На Корсике он обычно сухой летом, зимой же насыщен влагой и приносит грозу и дождь.
Часто поднимается в открытом море, создавая зыбь, мешающую рыбацким лодкам, и может перерасти в бурный шквал. Летом этот ветер довольно постоянен, но зимой чередуется с трамонтаной. 
Иногда может иметь характер фёна. Это бывает при конфигурации, когда область высокого давления находится юго-восточнее Апеннинского полуострова, а циклоническая депрессия, соответственно, на северо-западе; при этом наблюдается высокая температура воздуха. 24 июля 2007 года фёновый либеччо спровоцировал разрушительный пожар в курортном городке Пескичи, во время которого погибло несколько человек. 
Само слово либеччо итальянского происхождения, было заимствовано из греческого через лат. libycus, что означает «ливийский».